# Komorní orchestr Akademie Praha
Komorní orchestr Akademie (zkr. KOA) je symfonický orchestr České akademie věd se sídlem v Praze. Má asi čtyřicet aktivních členů, většinou neprofesionálních hudebníků z řad pracovníků AV, či studentů. 

## Historie
Orchestr založil v roce 1987 dirigent Miroslav Bašta. V době vzniku čítalo těleso několik amatérských hudebníků, většinou členů tehdejší Československé akademie věd. Původní obsazení orchestru bylo pouze smyčcové, postupně přibývaly žesťové nástroje a v současné době (2020) má v základním složení podobu úplného menšího symfonického tělesa. Dle potřeby je orchestr doplňován o externí hudebníky.

## Dirigenti
Hlavními dirigenty byli zakladatel orchestru Miroslav Bašta, který orchestr vedl až do roku 2003. Po něm jeho místo převzal dirigent Pavel Hryzák. Mimo těchto dirigentů s orchestrem pracovali také další čeští i zahraniční dirigenti a sbormistři (Peter Vrábel, Petr Budín, Lenka Charvátová, Jaroslav Krátký, Lukáš Prchal, Karel Loula, Jaroslav Vodňanský ad.). 

## Sólisté
Orchestr spolupracuje s několika stálými sólisty
- Vladimír Doležal – tenor
- Lukáš Hynek-Krämer – bas, příčná flétna
- Olga Vít Krumpholzová – soprán
- Bronislava Smržová - soprán
- Karolína Bubleová – alt

a další.

## Repertoár
Komorní orchestr Akademie se na počátku svého působení zaměřoval převážně na komorní skladby baroka a klasicismu (Mozart, Beethoven ad.). Společně s rozšiřováním obsazení se postupně rozrůstal také repertoár na mladší hudbu, romantismus (A. Dvořák, B. Smetana, P. I. Čajkovskij), či modernější autory (S. Prokofjev, F. Poulenc, C. Orff, B. Britten, L. Bernstein, L. Janáček, V. Kaprálová, B. Martinů, M. Kabeláč, E. Zámečník ad.)